# Jef Verschueren
Jef Verschueren (Hoogstraten, 1952) is een Belgisch hoogleraar taalkunde aan de Universiteit Antwerpen. In 1993 werd hem samen met zijn coauteur Jan Blommaert de Arkprijs van het Vrije Woord toegekend voor hun boek Het Belgische migrantendebat: de pragmatiek van de abnormalisering. In 2017 ging hij op emeritaat. Zijn onderzoeksgebied is de taalkundige pragmatiek; hij is oprichter en secretaris-generaal van de International Pragmatics Association.